# ネリー・ナウマン
ネリー・ナウマン（Nelly Naumann, 1922年12月20日 - 2000年9月29日）は、ドイツの日本学者。
南西ドイツのレラッハ(de:Lörrach)に生まれ、ウィーン大学で日本と中国の民族学・宗教学を学び、1946年に博士号を取得。中国人学者と結婚し、上海に移り1954年まで滞在。離婚ののち、ミュンヘンのバイエルン州立図書館に勤務。1966年から77年までボーフム、ミュンスター大学、フライブルク大学で教え、1973年フライブルク大学の日本学教授となり、85年まで務めた。  

## 邦訳
- 『哭きいさちる神=スサノオ 生と死の日本神話像 ネリー・ナウマン論文集』檜枝陽一郎,田尻真理子訳 言叢社 1989
- 『山の神』野村伸一,桧枝陽一郎訳 言叢社 1994
- 『久米歌と久米』檜枝陽一郎訳 言叢社 1997
- 『生の緒 縄文時代の物質・精神文化』檜枝陽一郎訳 言叢社 2005